# Rafael Amargo
Rafael Amargo, de son vrai nom Jesús Rafael García Hernández (né à Valderrubio, Province de Grenade, le 3 janvier 1975), est un danseur et chorégraphe espagnol.
Il a notamment joué dans le clip Q.I. de l'artiste Mylène Farmer.

## Biographie
Bien qu'influencé principalement par le flamenco (notamment grand admirateur d'Antonio Gades), il a au fil du temps assimilé d'autres types de tendances chorégraphiques, comme celles enseignées dans l'école de Martha Graham durant son séjour à New York. Ses chorégraphies, parfois très proches de la danse contemporaine, gardent toujours comme référence l'essence du flamenco. En 2008, il a été membre du jury et professeur d'expression corporelle dans la saison 8 de l'émission Star Academy.
Rafael Amargo et ses spectacles ont reçu de nombreux prix, parmi lesquels quatre  Premios Max de las Artes Escénicas (Prix des arts scéniques) : deux pour Amargo, un pour Poeta en Nueva York et un pour El amor brujo; le Premio Positano Leonide Massine de la Danza en tant que danseur et chorégraphe ou le Premio APDE (Association des professeurs de Danse Espagnole y Flamenca d'Espagne), avec Antonio Gades et Matilde Coral. De plus, le public lui a offert le Premio al Mejor espectáculo de Danza de El País de las Tentaciones pour Amargo (2000) et Poeta en Nueva York (2002), qui a aussi été élu meilleur spectacle de la décennie.
En 2002, il a joué son propre rôle dans quelques épisodes de la deuxième saison de la série espagnole Un, dos, tres.
En 2005, Rafael Amargo collabore avec la chanteuse française Mylène Farmer, en étant présent dans le clip du second single extrait de l'album Avant que l'ombre..., le titre Q.I.
En 2016, il reçoit la Médaille d'or du mérite des beaux-arts (Espagne).